# Dierama ambiguum
Dierama ambiguum är en irisväxtart som beskrevs av Olive Mary Hilliard. Dierama ambiguum ingår i släktet Dierama och familjen irisväxter. Inga underarter finns listade i Catalogue of Life.